# Неоязычество
Неоязы́чество (новое язычество, современное язычество, нативизм, англ. modern paganism, contemporary paganism, neopaganism, нем. Neuheidentum) — новые религиозные движения, совокупность религиозных движений, стремящихся к возрождению исторических языческих верований или комбинирующих их элементы. 
Неоязычество следует отличать от непрерывавшихся языческих традиций, таких как классический шаманизм.
Имея ряд общих черт, неоязыческие движения разнообразны и не обладают единой системой верований, практик или текстов. Большинство учёных, изучающих это явление, рассматривают его как движение, разделённое на разные религии; другие характеризуют как единую религию, деноминациями которой являются различные языческие верования.
Неоязычники в разной степени апеллируют к дохристианским, фольклорным и этнографическим источникам; многие следуют духовности, которую они рассматривают как полностью современную, тогда как другие считают, что следуют древним верованиям или пытаются как можно точнее возродить местные этнические религии. Научные исследования распределяют неоязыческие движения по спектру, с неоязыческим эклектизмом (синкретизмом) на одном конце и политеистическим реконструкционизмом на другом. Общими чертами неоязыческой теологии являются политеизм, анимизм и пантеизм.
Неоязычество имеет связь с движением нью-эйдж. Учёные отмечают как их сходства, так и различия.
В целом неоязыческие течения в западных странах не разделяют националистические ультраправые идеологии. Они акцентируются на индивидуальном самосовершенствовании, либеральных ценностях личной свободы, равенства полов, охраны окружающей природной среды. Имеющиеся в западных странах националистические настроения в среде неоязычников маргинальны, преобладают идеи космополитизма, вера и догматы уступают активной практике, включающей психотехники, на что в некоторой мере оказал влияние неоиндуизм. Напротив, многие направления постсоветского неоязычества, включая русское, заняты не столько индивидуальным самосовершенствованием, сколько социальными проблемами и создают националистические идеологии, опирающиеся на «изобретённое прошлое».
Научное изучение неоязычества начало формироваться в единое научное направление в 1990-х годах из разрозненных исследований в предыдущие два десятилетия.

## Термин и самоназвание

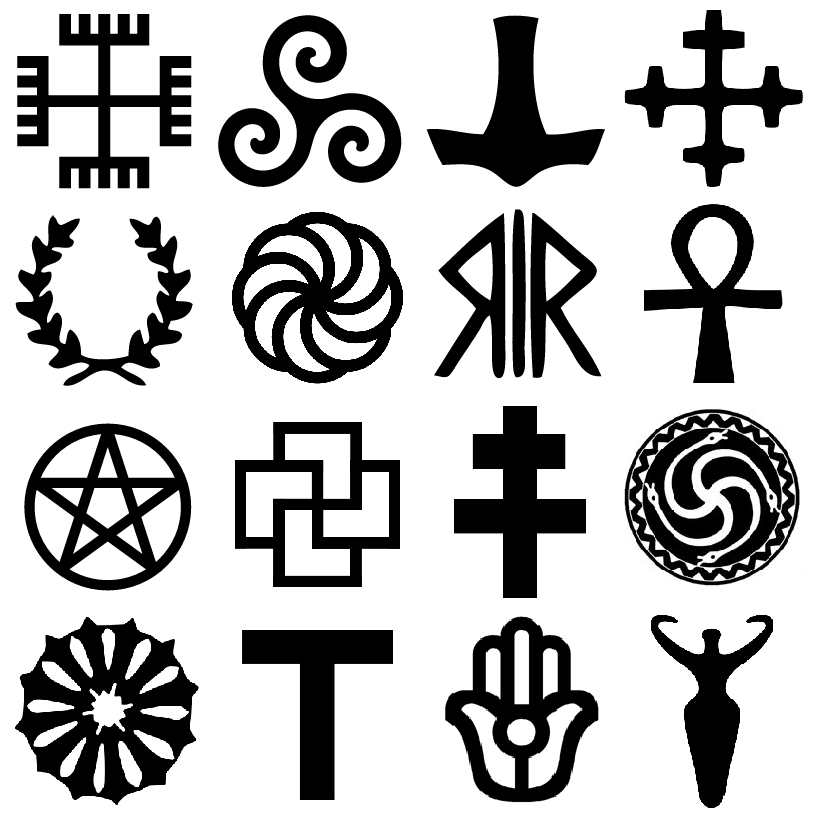
Символы некоторых неоязыческих направлений

Среди самоназваний неоязыческих движений часто встречаются термины «язычество» и «традиция», призванные подчеркнуть их «аутентичность» и «связь с древними корнями». Эти движения начали идентифицировать себя как «новые языческие» («neo-pagan») в 1970-е годы. В Европе, но не в Северной Америке, понятие «новое язычество» («neo-paganism») в целом было заменено на «современное язычество» («contemporary paganism», «modern paganism») или просто «язычество» («paganism»).
Сложности с самоопределением неоязычества проявились в 1998 году при создании Всемирного конгресса этнических религий (World Congress of Ethnic Religions, WCER). Были отклонены самоназвания «язычество» («Pagan» и «Heathen») как бранные, «родные» и «местные» [религии] («Native» и «Indigenous») как связанные с народами, которые борются со вторжением цивилизации в их культуры. Понятие «традиционные религии» было расценено как неточное. Конгресс остановился на самоназвании «этнические религии».
Вследствие отсутствия преемственности старого язычества с новым язычеством ряд исследователей считает недопустимым применение понятия «язычество» по отношению к современным религиям. Сами неоязычники часто воспринимают термин «неоязычество» негативно, поэтому в науке появились тенденции к употреблению компромиссных понятий, например, «современное язычество», «традиционная религия» и др.

## Понятие
А. А. Бесков отмечал расплывчатость смыслового наполнения терминов «язычество» и «неоязычество». По его мнению, дать исчерпывающее определение неоязычества чрезвычайно сложно по причинам аморфности самого феномена и несовершенства религиоведческого категориального аппарата. Религиоведы A. B. Гайдуков и Е. Ю. Скачкова писали, что в современной науке не существует единого определения религиозного направления, именуемого неоязычество. Используемые учёными понятия неоязычество, новое язычество, младоязычество, нативизм, являются рамочными, а не содержательными, поскольку не отражает всех особенностей данного явления. По мнению Гайдукова, при отсутствии единства феномена и терминологической путанице к неоязычеству могут относиться различные проявления. И. Б. Михеева писала, что термин «неоязычество» «в современном научном обиходе употребляется и дефинируется в трех основных методологических транскрипциях — религиоведческой, политологической и культурфилософской».
«Британская энциклопедия религий мира» (2006) определяет неоязычество (Neo-paganism) как «любое из духовных движений, пытающихся возродить древние политеистические религии Европы и Ближнего Востока», которое в отличие от ритуальной магии и современного колдовства, стремится к возрождению подлинного пантеона и обрядов древних культур, часто с помощью эклектики и реконструкции.

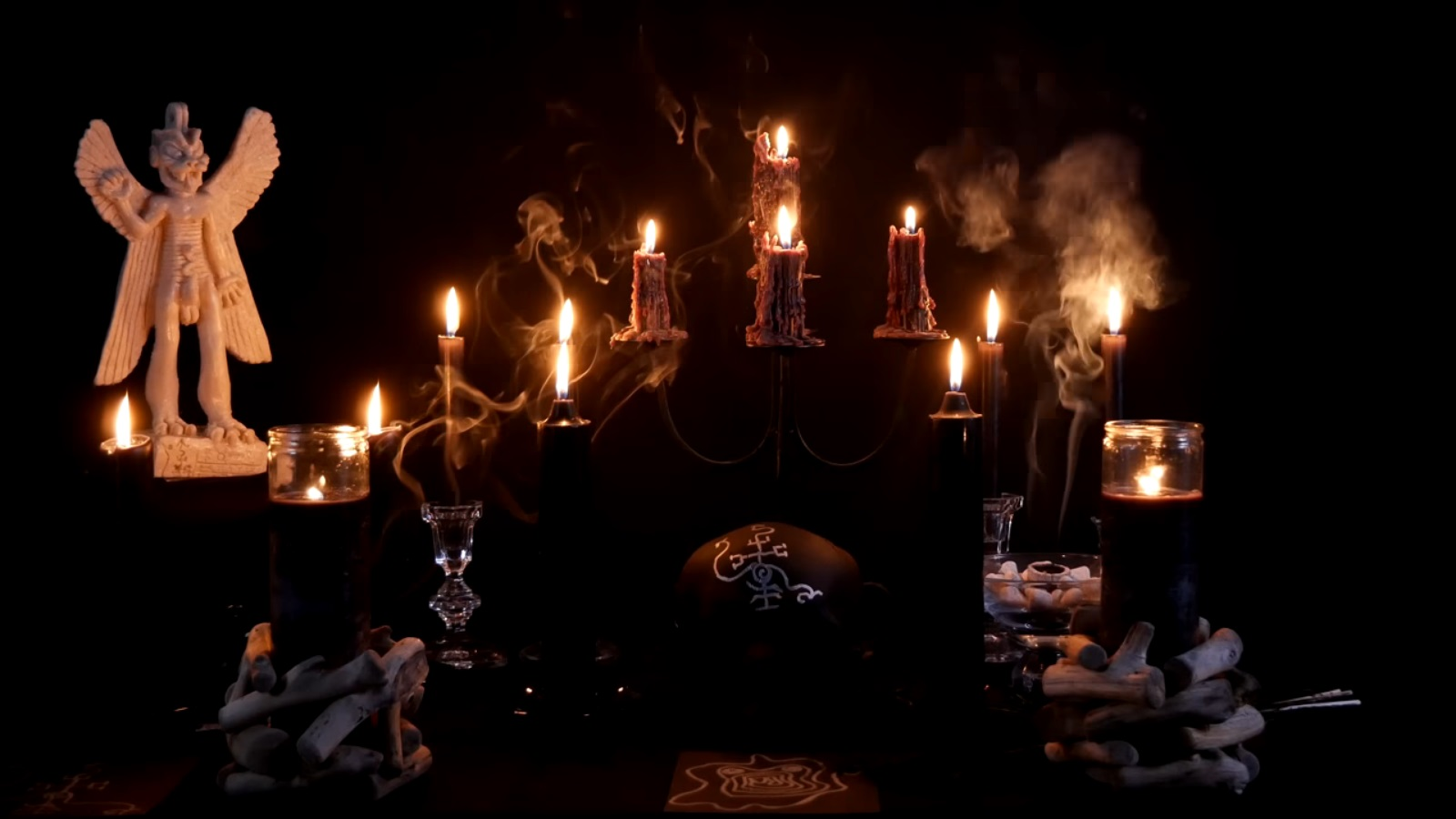
Зуистский алтарь, посвящённый Пазузу

Маркус Давидсен (Лейденский университет) считает, что термин неоязычество (современное язычество) относится к широкому религиозному движению, включающему викку, неодруидизм, Heathenry и ряд других направлений, которые возникли в 1950-е годы.
А. В. Гайдуков определяет неоязычество как «совокупность религиозных, парарелигиозных, общественно-политических и историко-культурных объединений и движений, которые в своей деятельности обращаются к дохристианским верованиям и культам, обрядовым и магическим практикам, занимаются их возрождением и реконструкцией». Цель данных конструкций или реконструкций может быть разной, религиозной или политической.
Историк и религиовед А. В. Гурко рассматривает неоязычество как «новые религии, сконструированные на основе политеистических верований в целях поиска новой этнической идентичности и/или для разработки новой идеологической системы».

## Общая характеристика

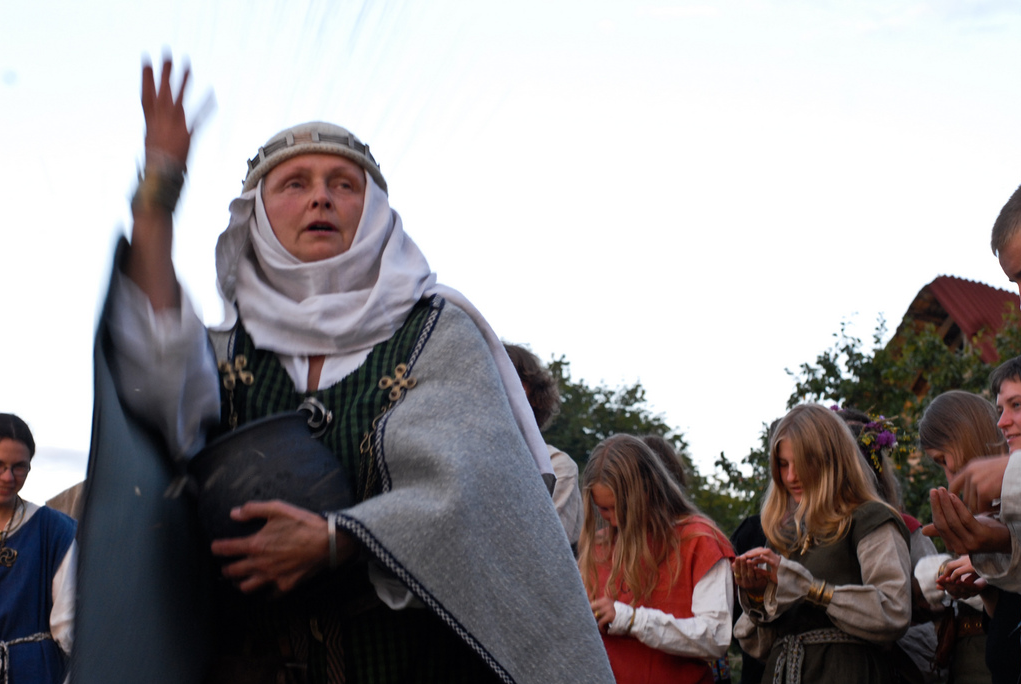
Жрица литовской Ромувы во время обряда

А. А. Бесков отмечал аморфность феномена неоязычества: в большинстве движений нет единого вероучения, общего управляющего центра и иерархии, фиксированного членства.
По мнению О. В. Кутарева, востребованность неоязычества вызвана преимущественно интересом к национальному прошлому и ростом националистических настроений. Причинами является также общий мировоззренческий и ценностный кризис, который не всегда способна преодолеть традиционная религия, а также экологическое и духовное стремление оберегать и идеализировать природу.
В условиях популяризации магии, мистики, эзотерики в рамках массовой культуры формируется целевая аудитории потребителей «языческих» продуктов. Книги определённых направлений, а затем и кинофильмы вводят в повседневное сознание идеи магии и дополняют игровыми элементами. Это игровое влияние способно формировать некоторый сегмент аудитории практикующих последователей неоязычества.
Неоязычество чаще всего опирается на дохристианские верования конкретного народа, за исключением синкретических учений. Однако отсутствие непрерывной преемственности делает новое и старое язычества различными. Неоязычество не столько воспроизводит старое язычество, сколько объединяет некоторые его принципы с новыми конструкциями, что вызвано как скудостью источников и культурными различиями эпох, так и личными взглядами авторов. Идеологи и последователи межнационального неоязычества, как правило, не скрывают синкретический характер своих учений, хотя и возводят их основы к традициям, корни которых уходят в глубокую древность. В плане эклектики культурных элементов, психопрактик, символики и терминов славянское неоязычество сближается с движением нью-эйдж. Так, американские неоязычники заимствуют инокультурные религиозные обычаи, при этом не стремясь к пониманию других культур, их ценностей, ограничений и менталитета, а формируют новую коллективную идентичность.
По мнению религиоведов A. B. Гайдукова и Е. Ю. Скачковой, одним из основных признаков неоязыческой религиозной идентичности и консолидирующим элементом его объединений становится противопоставление себя христианской традиции. В рамках религиозной антропологии и социологии религии неоязычество может рассматриваться как одна из религиозных субкультур общества позднего модерна. Гайдуков писал, что неоязычество отталкивается от неавраамических традиций, но иногда может использовать их элементы, в том числе манихейство и другие гностические концепции, и является эклектическим конструктом.

## История

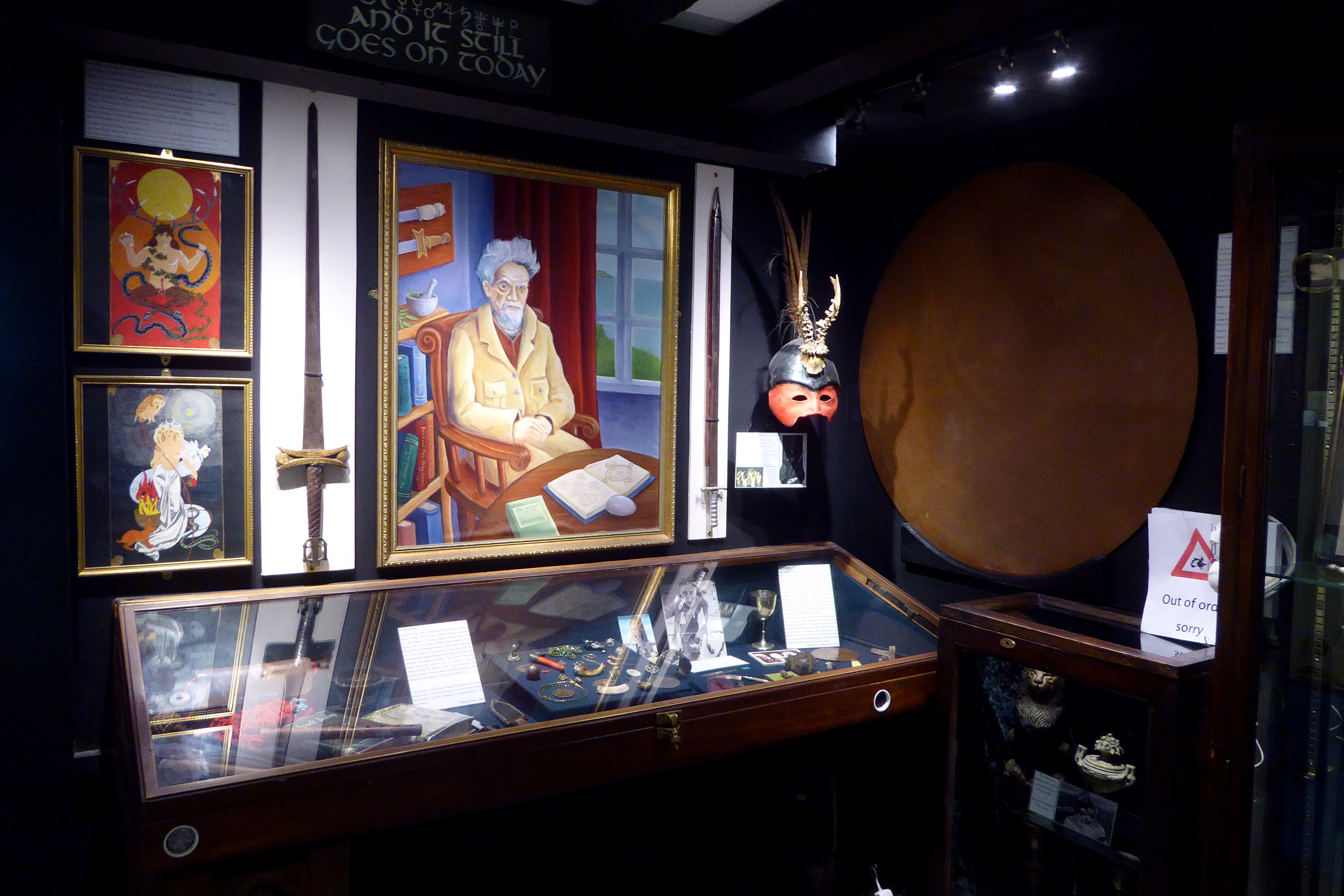
Предметы, принадлежащие викканам Джеральду Гарднеру и Алексу Сандерсу, Музей колдовства и магии в Боскасле, Корнуолл

Впервые идея возвращения к язычеству, мировоззренческой ремифологизации была высказана в Германии на рубеже XV—XVI веков. С конца XIX века интерес к язычеству проявляют последователи эзотеризма. Различными исследователями возникновение неоязычества относится к Эпохе Возрождения или к рубежу XIX—XX веков.
Начало западного неоязычества в качестве религиозного феномена было положено в 1930-е годы, когда в совокупности с оккультно-эзотерическими обществами формируется традиция нового колдовства. В тот же период в среде националистического романтизма и немецкого движения фёлькише создаются оккультно-неоязыческие идеи Третьего рейха. Следом за ними получают развитие армянские и латышские националистические неоязыческие движения. После Второй мировой войны понятие «неоязычество» оказывается дискредитированным не проявляется, но затем возрождается в середине 1960-х как колдовское направление (викка) и неодруидизм. Викка была создана Джеральдом Гарднером в 1950-х годах.
Распространение неоязычества в русской культуре связано с процессом дехристианизации российского общества, начавшимся ещё в XIX веке.
Возрождение интереса к язычеству в России происходило в первой трети XX века, например, литературно-мистериальные эксперименты, проводимые теоретиком символизма Вячеславом Ивановым. Глебом Боткиным, сыном расстрелянного вместе с царской семьёй врача Евгения Боткина, в США была создана «Церковь Афродиты», которая просуществовала с 1938 по 1969 годы, оказавшее влияние на американское неоязычество, но не на российское.
Автор справочника «Новые религиозные организации России деструктивного, оккультного и неоязыческого характера» И. Куликов связывает появление советского неоязычества с фигурами маршала Михаила Тухачевского и музыканта Николая Жиляева. В 1918 году Тухачевский и Жиляев составили «проект уничтожения христианства» и восстановления древнего язычества как «натуральной религии». Докладная записка о том, чтобы в РСФСР объявить язычество государственной религией, была подана Тухачевским в Совет народных комиссаров РСФСР. В Комиссию при Совете народных комиссаров РСФСР его проект был поставлен на повестку дня и серьёзно обсуждался.
В 1933 году в Советском Союзе Порфирием Ивановым (1898—1983) из Луганской области (Украинской ССР) было основано религиозно-оздоровительное движение «ивановцев», которое классифицируется исследователями в качестве синкретического течения неоязычества. Иванов учил закалке (сам ходил круглый год без одежды), единению с силами природы, физическому бессмертию, за что подвергался репрессиям со стороны властей.
В Советском Союзе распространение целительских и йоговских практик, вхождение в массовое сознание образов книг Ивана Ефремова, Е. Парнова, В. Сидорова, Э. Скобелева, освоение экстрасенсорики и наследия Рерихов подготовили почву для появления неоязыческого мировоззрения, заполнившего явные пробелы марксистского мировоззрения.
Литовская «Рамува» стала единственным в СССР фольклорным объединением, дошедшим до обрядового уровня. Она возникла в 1967 году, было запрещена в 1971 году и восстановлена в 1988 году как «Ромува». Появление современных объединений неоязычества в России происходило в конце 1980-х — начале 1990-х годов. Они возникли самостоятельно, но подверглись влиянию из-за рубежа.

## Демография
Данные об общей численности неоязычников в мире существенно разнятся. Одни источники приводят численность в 500 тысяч, другие — 5 млн и более. Современное языческое движение испытало быстрый рост в 1990-е годы, в значительной степени благодаря распространению Интернета. По данным опросов, насчитывается около полумиллиона его последователей в США и других англоговорящих странах.
По состоянию на 2020 год неодруидизм был представлен в 34 странах. Значение, которое современные друиды придают кельтскому языку и культуре варьируется в зависимости от культурной среды, в которой живёт отдельный друид. К 2020 году примерно 92 % неодруидов проживали за пределами Британских островов. По данным переписи населения Великобритании, Канады, Австралии, Новой Зеландии и Ирландии за 2011—2013 годы и данных отчёта ARIS за 2008 год в США, численность неодруидов, проживающих в англоязычных странах, оценивается в 59 299 человек. Реальная численность неодруидов, предположительно, значительно превышает это число, поскольку многие страны, в которых проживают друиды, не фиксируют их как отдельную группу в своих переписях. Опросы по языческой вере также, вероятно, недооценивают численность неодруидов, поскольку только 63 % неодруидов отождествляют себя с какой-либо из категорий язычников. Кроме того, 74 % друидов в мире сообщают о серьёзных опасениях в конфиденциальности и безопасности из-за дискриминации и преследований в их местных сообществах, поэтому, предположительно, они не сообщают о своей принадлежности к друидизму в переписях. В то время как современный друидизм быстро распространился во многих странах, неодруиды не занимаются прозелитизмом, и 74 % из них стремятся сохранить свои духовные практики в тайне.
Приверженцы германского неоязычества проживают в основном в Европе, Северной Америке и Австралазии, а более поздние общины также существуют в Латинской Америке. В основном германское неоязычество имеет распространение в областях с германским культурным наследием, хотя присутствует и в некоторых других регионах. В 2007 году религиовед Грэм Харви отметил, что невозможно получить точную цифру количества германских неоязычников в мире. В 2016 году Стефани фон Шнурбейн писала, что в мире, вероятно, не более 20 000 германских неоязычников.
По данным состоянию на 2021 год 32 фёлькише (нео-фёлькише) организации в Соединённых Штатах определены Южным центром правовой защиты бедноты как группы ненависти, крупнейшей из которых является Народная ассамблея Асатру.
Опрос 2012 года в рамках всероссийского исследования «АРеНа» («Атлас религий и национальностей России»), представленного исследовательской службой «Среда» совместно с фондом «Общественное мнение», показал, что язычники (по формулировке авторов исследования исповедующие традиционную религию своих предков, поклоняющиеся богам и силам природы) в России составляли 1,2 % населения, из них 44 % относили себя к русским (0,53 %) — около 757 тысяч человек (исходя из численности постоянного населения России на 1 октября 2012 года в 143,3 миллиона человек, согласно данным Федеральной службы государственной статистики). По мнению А. А. Бескова, опрос в рамках исследования «АРеНа» является «наиболее валидным в этом отношении социологическим исследованием». Бесков при наложении на численность постоянного населения России по данным переписи населения России 2010 года получил цифру около 754 тысяч. По его словам, «это внушительная цифра, которая показывает, что изучение русского неоязычества актуально». В 2013 году секретарь отделения религиоведения Института философии Национальной академии наук Украины Дмитрий Базик оценивал численность родноверов на Украине в 5—10 тысяч человек. В 2020 году Конрад Кощник и Эльжбета Хорновска оценивали численность родноверов в Польше от 7000 до 10000.

## Классификация
Майкл Стрмиска (Висконсинский университет в Мадисоне и Бостонский университет, один из основателей Всемирного конгресса этнических религий) классифицирует неоязыческие религии в рамках единого континуума, выделяя два полюса: 1) реконструкционизм (reconstructionism), который стремится реконструировать древние религиозные традиции определённой этнической группы или языкового или географического региона и 2) неоязыческий эклектизм (eclecticism), синкретическое неязычество, которое свободно смешивает традиции разных регионов, народов и эпох, подменяет «этническое» «природным», основан на разных источниках и подвержен влиянию западного эзотеризма. Реконструкционистское неоязычество более распространено в Восточной Европе, эклектическое, например, викка, — в Великобритании и США. Реконструкционисты не совсем отвергают инновации в своей интерпретации и адаптации исходного материала, однако они считают, что исходный материал передает большую аутентичность и, следовательно, должен быть подчёркнут. Они часто учитывают содержание научных дискуссий на тему дохристианских религий, а некоторые реконструкционисты сами являются учёными. Эклектисты, наоборот, ищут лишь общего вдохновения в дохристианском прошлом и не стремятся воссоздать обряды и традиции с особым вниманием к деталям. А. А. Бесков писал, что эклектическое неоязычество, лишённое конкретной географической и этнической подосновы, сближается с культурой нью-эйдж, в отличие от реконструкционистского направления. По его словам, русским неоязычеством именуется реконструкционистское направление, которое декларирует историческую и идейную связь с восточнославянскими («русскими») дохристианскими верованиями. Именно такое неоязычество называется в литературе термином «родноверие».
A. B. Гайдуков писал, что неоязычество в качестве религиозного феномена представлено универсальним (внеэтническим), этническим (с определённой степенью национализма) и реконструкционным (реконструкционизм) направлениями; последнее акцентируется на исторических и этнографических элементах (пища, одежда, узоры, быт).
Историк В. А. Шнирельман выделяет в неоязычестве два потока — умозрительное неоязычество, распространённое среди городской интеллигенции, потерявшей всякую связь с традицией и подлинно народной культурой, и возрождение народной религии в селе, где нередко можно проследить непрерывную линию преемственности, идущую из прошлого. По его мнению «первое, безусловно, господствует у русских, украинцев, белорусов, литовцев, латышей и армян, где можно смело говорить об „изобретении традиции“». Под умозрительным неоязычеством Шнирельман понимает «общенациональную религию, которая искусственно создаётся городской интеллигенцией из фрагментов древних локальных верований и обрядов с целью возрождения „национальной духовности“». A. B. Гайдуков и Е. Ю. Скачкова различают современное язычество как непрерывно существующую традицию, хотя и менявшуюся в ответ на вызовы современности (у марийцев, удмуртов, осетин и др.), и собственно новое язычество, или неоязычество (у народов, исторически ушедших от языческого прошлого, включая славянское неоязычество), традицию, конструируемую на основе авторских идей.
О. В. Кутарев предлагает систематизацию неоязыческих движений по этническому признаку: германское неоязычество — асатру, кельтское — неодруидизм, славянское и др., и по синкретическому — например, викка.
Многие исследователи, например Шнирельман, отождествляют понятия славянское неоязычество и родноверие. В качестве одного из направлений родноверия эти исследователи рассматривают, например, инглиизм. Кутарев выделяет в славянском неоязычестве родноверие как самое массовое движение, инглиизм и «одиночек», которые часто называют себя просто «новыми язычниками». В узком смысле рассматривает родноверие также И. Н. Попов, исключая из него ряд новых религиозных движений.

## Расизм и национализм
В целом неоязыческие течения в западных странах не разделяют националистические ультраправые идеологии. Они акцентируются на индивидуальном самосовершенствовании, либеральных ценностях личной свободы, равенства полов, охраны окружающей природной среды. Имеющиеся в западных странах националистические настроения в среде неоязычников маргинальны, преобладают идеи космополитизма, вера и догматы уступают активной практике, включающей психотехники, на что в некоторой мере оказал влияние неоиндуизм. Напротив, многие направления постсоветского неоязычества, включая русское, заняты не столько индивидуальным самосовершенствовании, сколько социальными проблемами и создают националистические идеологии, опирающиеся на «изобретённое прошлое».
Неоязычество является одним из направлений развития романтического национализма с такими его компонентами, как идеализация исторического или мифологического прошлого конкретного народа, неудовлетворённость современностью и лёгкость перехода в радикальную стадию с постулированием национального превосходства.
«Народный дух», которому уделяется большое внимание в рамках этнического национализма, часто отождествляется с религией, поэтому возникает стремление создать или возродить собственную религию или национализировать одну из мировых религий. Генрих Гейне связывал национализм с язычеством. Разделявший его мнение философ Н. А. Бердяев отмечал закономерность тенденции перехода германского антисемитизма в антихристианство. Духовный кризис в России начала XX века обусловил увлечение язычеством, вначале античным, а затем и славянским, «родными богами», в особенности это касалось символистов. Публицист Д. С. Пасманик (1923) писал, что последовательный антисемитизм должен отвергать не только иудаизм, но и христианство. Он отмечал, что эта тенденция уже привела Германию к поклонению Одину, а в будущем, по его мнению, неизбежно приведёт Россию к поклонению Перуну.
Германский оккультизм и неоязычество возникли в начале XX века и стали влиятельными благодаря таким учениям, как ариософия, приобретя приверженцев внутри ультраправого движения фёлькише, кульминацией которого в конечном итоге стал нацизм. Развитие подобных идей после Второй мировой войны породило вотанизм, белое националистическое неоязыческое движение в конце XX века.

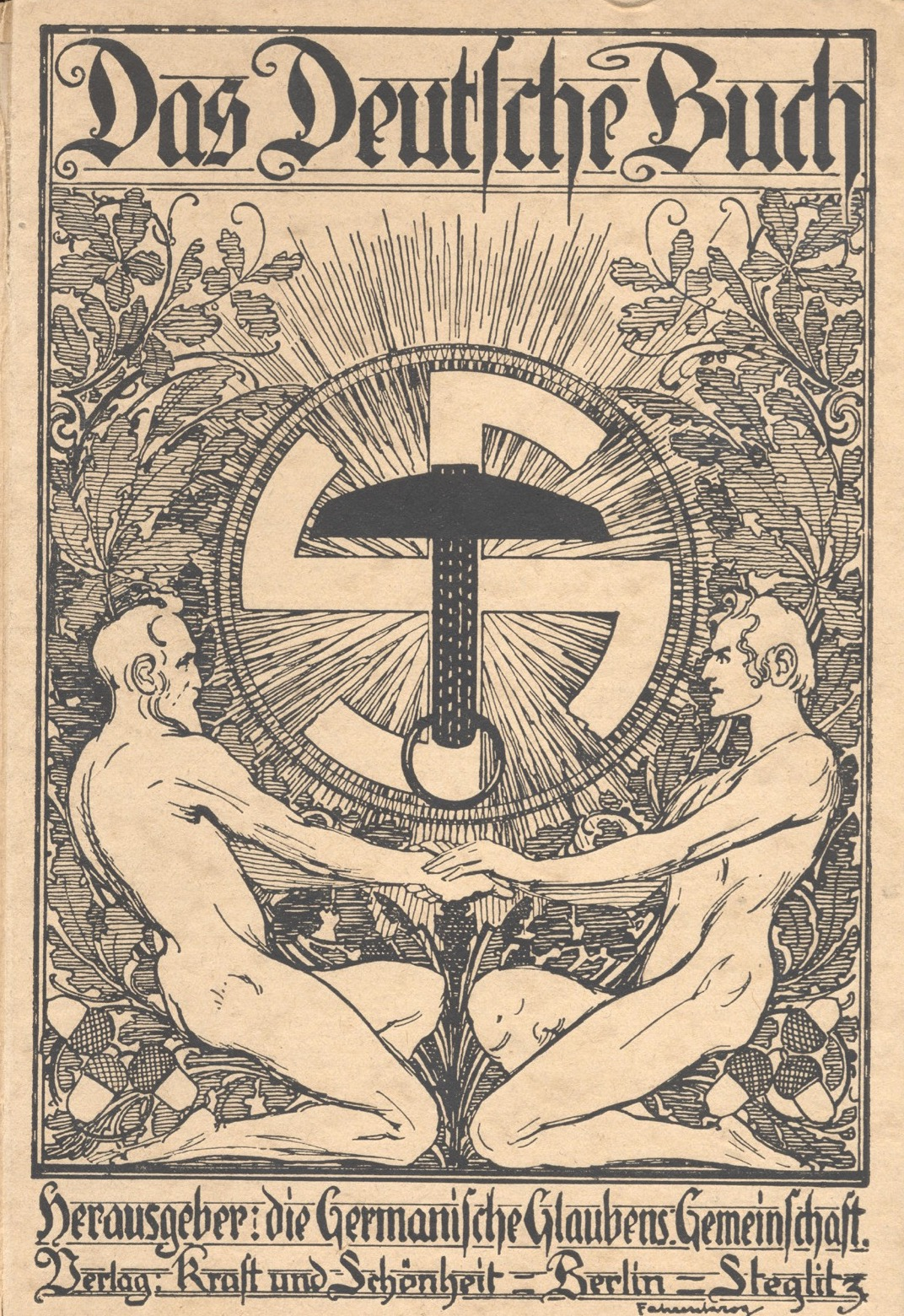
Немецкая неоязыческая организация «» (Germanische Glaubens-Gemeinschaft, GGG), основанная художником и поэтом, представителем движения фёлькише. Брошюра, около 1920

В Германии конца XIX — начала XX века получило распространение движение фёлькише (народное движение, нем. Völkische Bewegung), характеризующееся расистской антисемитской идеологией радикального этнического национализма доминирующего населения. Центральными элементами мировоззрения были расизм и элитаризм. Движение включало религиозный — неоязыческий компонент. Идеология развилась из немецкого националистического романтизма. Как одно из движений в рамках фёлькише либо как находившийся под сильным влиянием фёлькише рассматривается национал-социализм. Фёлькише состояло из большого числа религиозно-политических групп, лидеры и последователи которых были тесно связаны друг с другом и с развивающейся Нацистской партией. Идеология оказала значительное влияние на различные стороны немецкой культуры на рубеже XIX—XX веков.
Негативную реакцию у сторонников фёлькише вызывали также либерализм и рационализм, которые демистифицировали освящённый временем порядок, принятые авторитеты и предрассудки. Негативное отношение к современности характеризует труды немецких националистических «пророков», таких как Пауль Делагарди, Юлиус Ланг и Мёллер ван ден Брук. Движение сочетало в себе сентиментальный патриотический интерес к немецкому фольклору и краеведению, антигородской популизм в духе «назад к земле». Стремясь преодолеть то, что они считали недугом сциентистской и рационалистической современности, авторы фёлькише находили духовное решение в сущности «народа», воспринимаемой как подлинное, интуитивное, даже «примитивное», в смысле расположения «народа» на уровне с изначального (примордиального) космического порядка. Мыслители фёлькише были склонны идеализировать миф о «первоначальной нации», которую, по их мнению, все ещё можно было найти в сельских районах Германии, форму «примитивной демократии, свободно подчинённой своей естественной элите». Идея «народа» (Volk) впоследствии трансформировалась в идею «расовой сущности», а мыслители фёлькише понимали под этим термином дающую жизнь и квазивечную сущность, а не социологическую категорию — так же, как они рассматривали «Природу».
Неоязыческие идеи присутствовали в ариософии, эзотерическом учении, созданном австрийскими оккультистами Гвидо фон Листом и Йоргом Ланцем фон Либенфельсом в Австрии между 1890 и 1930 годами. Термин «ариософия» также может использоваться в общем для описания «арийских» / эзотерических учений подмножества фёлькише. Учение ариософии было основано на псевдонаучных идеях об «арийской» чистоте и мистическом единстве духа и тела. На него оказали влияние немецкое националистическое движение фёлькише, теософия Елены Блаватской, австрийское движение пангерманизма, социальный дарвинизм и его расистские выводы. Ариософия повлияла на идеологию нацизма.
В работах ариософов описывается доисторический «арийский» золотой век, когда мудрые хранители знания основывались на оккультно-расовых учениях и управляли «расово-чистым» обществом. Утверждается, что существует враждебный заговор антинемецких сил, включающий все «неарийские» расы, евреев и христианскую церковь и стремящийся к разрушению идеального «арийского» немецкого мира путём освобождения «неарийской» чернь для установления фальшивого равенства незаконнорождённых (представителей «неарийских» рас). История, включая войны, экономические кризисы, политическую неопределённость и ослабление власти немецкого начала, рассматривается как результат расовых смешений. Учение имело последователей в Австрии и Германии. Оккультизм в доктринах ариософов имел важное значение сакрального оправдания крайней политической позиции и фундаментального неприятия действительности, включая социально-экономический прогресс. Ариософы стремились предсказать и оправдать «грядущую эру» немецкого мирового порядка. Для противостояния «испорченному» расовым смешением современному миру ариософы создали большое число мелких кружков и тайных религиозных обществ, которые ставили целью возродить «утраченное» эзотерическое знание и расовые достоинства древних германцев, создать новую всенемецкую империю.
Для воссоздания религии древних германцев Лист использовал скандинавский эпос и творчество современных ему теософов, в частности Макса Фердинанда Зебальдта фон Верта, который описывал евгенические практики «арийцев», а также «Тайную доктрину» Елены Блаватской и «Утраченную Лемурию» Уильяма Скотта-Эллиота. Под влиянием этих работ Лист использовал термины «ариогерманцы» и «раса» вместо «немцы» и «народ», возможно, чтобы подчеркнуть совпадение с пятой коренной расой в схеме Блаватской. Лист и Ланц развивали идеи о борьбе между «арийской расой господ» и «расой рабов» и о прародине «арийцев» на утонувшем полярном острове Арктогее.
В нацистской Германии германский языческий фольклор как источник исконных моральных норм почитался выше, чем связанное с иудаизмом христианство. Многие нацисты видели в антихристианстве более глубокую форму антисемитизма. Генрих Гиммлер говорил о необходимости создания «неогерманской религии», способной заменить христианство. Особое неприятие нацистов вызывал Ветхий Завет. Адольф Гитлер называл его «Библией Сатаны». Розенберг требовал запретить его как «проводник еврейского влияния» и заменить нордическими сагами. Нацистская идеология сочетала почитание «языческого наследия предков» с пуританской, христианской половой моралью, которую должен был олицетворять «нордический» Аполлон.
Идеология превосходства «белой расы» и неонацизм, включающие идеи расизма, антисемитизма и анти-ЛГБТК, проникли во многие германские и скандинавские неоязыческие течения, такие как асатру (иногда называемая одинизмом), либо ассимилировали их. Эти группы считают, что скандинаво-германские верования, которых они придерживаются, составляют истинную европеоидную этническую религию.
Вопрос расы представляет собой главный источник разногласий среди неоязычников, особенно в Соединённых Штатах. В неоязыческом сообществе одна точка зрения состоит в том, что раса является полностью вопросом биологической наследственности, в то время как противоположная позиция состоит в том, что раса является социальным конструктом, уходящей корнями в культурное наследие. В неоязыческом дискурсе США эти точки зрения описываются как фёлькише и универсалистская позиции соответственно. Эти две фракции, которые Джеффри Каплан назвал «расиалистским» и «нерасиалистским» лагерями, часто сталкиваются, при этом Каплан утверждает, что между ними происходит «виртуальная гражданская война» в рамках американского неоязыческого сообщества. Деление на универсалистов и фёлькише также распространились на другие страны, оказав, однако, меньшее влияние на более этнически однородную Исландию. Опрос 2015 года показал, что большее число неоязычников придерживается универсалистских идей, чем идей фёлькише.
Выходя за рамки этой бинарной классификации, религиовед Маттиас Гарделл делит неоязычество в Соединённых Штатах на три фракции в соответствии с их расовой позицией: «антирасистская» фракция, которая осуждает любую связь между религией и расовой идентичностью, «радикально-расистская» фракция, которая считает, что их религии не должны следовать члены других расовых групп, потому что расовая идентичность является естественной религией «арийской расы», и «этническая» фракция, стремящаяся проложить срединный путь, признавая корни своей религии в Северной Европе и её связь с людьми североевропейского происхождения. Религиовед Стефани фон Шнурбейн приняла трёхстороннее разделение Гарделла, и называла эти группы «арасистская», «расово-религиозная» и «этническая» фракции соответственно.
Сторонники универсалистского и антирасистского подхода считают, что божества германской Европы могут призвать к поклонению им любого человека, независимо от этнического происхождения. Эта группа отвергает акцент направления фёлькише на расе, полагая, что даже непреднамеренно такой подход может привести к расистскому отношению к людям несевероевропейского происхождения. Практикующие универсалисты, такие как Стефан Гранди, подчёркивают тот факт, что древние северные европейцы женились и имели детей с представителями других этнических групп, а в скандинавской мифологии асы делали то же самое с ванами, ётунами и людьми, поэтому эти неоязычники критикуют расистские взгляды. Универсалисты положительно принимают практикующих неоязычество, которые не имеют североевропейского происхождения; например, в базирующейся в США организации The Troth есть евреи и афроамериканцы, а многие из её белых членов имеют супругов, принадлежащих к разным расовым группам. В то время как некоторые язычники продолжают считать, что германское язычество является врождённой религией, универсалисты иногда утверждали, что это язычество представляет собой врождённую религию для земель Северной Европы, а не для конкретной расы. Универсалисты часто выражают недовольство тем, что некоторые журналисты изображают неоязычество как расистское по своей сути движение, и используют ресурсы Интернета, чтобы подчеркнуть свою оппозицию ультраправой политике.
В современном германском неоязычестве (Heathenry) термины Völkisch, neo-völkisch или англизированное folkish используются как эндонимы, так и экзонимы для групп, которые считают, что религия тесно связана с заявленной биологической расой. Практикующие направление фёлькише считают язычество местной религией биологически отличной расы, которая концептуализируется как «белая», «нордическая», «арийская», «североевропейская» или «английская». Неоязычники-фёлькише обычно считают эти классификации самоочевидными, несмотря на академический консенсус, что раса является культурной конструкцией. Фёлькише группы часто используют этнонационалистический язык и утверждают, что только члены этих расовых групп имеют право исповедовать данную религию, придерживаясь псевдонаучной точки зрения, что «боги и богини закодированы в ДНК» представителей расы. Некоторые практикующие объясняют идею связи своих расы и религии тем, что религия неразрывно связана с коллективным бессознательным этой расы. Американский неоязычник Стивен МакНаллен развил эти представления в концепцию, которую он назвал «метагенетика». МакНаллен и многие другие члены «этнической» фракции неоязычества прямо заявляют, что они не расисты, хотя Гарделл отметил, что их взгляды могут считаться расистскими в соответствии с конкретными определениями этого термина. Гарделл считал многих «этнических» неоязычников этническими националистами.
Многие практикующие направление фёлькише выражают неодобрение мультикультурализма и смешения рас в современной Европе, выступая за расовый сепаратизм. В онлайн-медиа неоязычники-фёлькише часто выражают веру в угрозу расового смешения, в чём они обвиняют общественно-политический истеблишмент, иногда утверждая, что их идеи расовой исключительности являются результатом угрозы, которую другие этнические группы представляют для «белых» людей. Хотя эти группы обычно заявляют о своей цели возродить германское язычество, их расоцентристские взгляды берут своё начало в культуре XIX века, а не древности. Дискурс этой группы содержит понятия о «предках» и «родине», которые понимаются весьма расплывчато. Исследователь Итан Дойл Уайт характеризует позицию Обряда Одина и Братства одинистов как «крайне правую».
Этноцентристские неоязычники резко критикуют своих универсалистских коллег, часто заявляя, что последние были введены в заблуждение литературой нью-эйдж и политкорректностью. Принявшие «этническую» позицию фёлькише подвергаются критике со стороны членов универсалистских и этноцентристских фракций. Первые рассматривают «этническое» неоязычество как прикрытие расизма, вторые считали его приверженцев предателями расы за их отказ полностью принять превосходство «белой расы».
Некоторые неоязычники направления фёлькише являются сторонниками превосходства «белой расы» и явными расистами, представляющими «радикальную расистскую» фракцию, которая использует названия одинизм, вотанизм и воденизм. По словам Каплана, эти адепты занимают «самые отдалённые уголки» неоязычества. Границы между этой формой неоязычества и национал-социализмом (нацизмом) «чрезвычайно тонкие», потому что его приверженцы восхваляют Адольфа Гитлера и нацистскую Германию, заявляют, что «белой расе» грозит вымирание усилиями еврейского мирового заговора, и отвергают христианство как творение евреев. Многие входившие во внутренний круг террористической организации The Order, ополчения сторонников превосходства «белой расы», действовавшего в США в 1980-е годы, называли себя одинистами. Различные расистские неоязычники поддержали лозунг Четырнадцати слов, который был разработан членом The Order. Дэвидом Лейном. Некоторые расистские организации, такие как Орден девяти углов и Чёрный орден, сочетают элементы неоязычества с сатанизмом, тогда как другие расистские неоязычники, такие как вотанист Рон МакВан, отвергают синкретизм этих двух религий.
Американский неонацист Уильям Лютер Пирс, основатель неонацистской организации «Национальный альянс», идеи которого стимулировали неонацистский терроризм, в 1978 году также создал «Космотеистическую общинную церковь». Он считал созданное им в рамках данной церкви учение пантеизмом и склонялся к «панарийским» нордическим культам. Эти культы акцентировались на идее особой близости «белых людей» с природой и природной «духовной сущностью», на что повлияли идеи Савитри Деви. Согласно учению, у каждой расы есть своя предначертанная роль: «белые» предрасположены стремиться к Богу, чёрные стремятся к лени, евреи стремятся к разложению. В 1985 году Пирс приобрёл большой участок земли в Милл Пойнте в Западной Вирджинии, огородил его колючей проволокой и стал продавать там книги на темы западной культуры и западных «языческих традиций». Своей целью он ставил спасение «белой расы», хотя бы здесь, вдалеке от федерального правительства. Отчасти он опирался также на британский израилизм и расистскую религию «идентичное христианство». «Национальный альянс» регулярно собирался, чтобы приобщиться к идеям «космотеизма». Христианство отвергалось Пирсом как «одна из главных душевных болезней нашего народа», через которую распространяется «еврейское влияние». Предполагаемое после «расовой революции» правительство Пирс видел как религиозное, которое будет «более похожим на священный орден». Будущей религией «белой расы» он считал «арийскую религию» — созданный им «космотеизм».
Социолог Марлен Ларюэль отмечает активизацию «арийского» неоязычества на Западе и в России. Так, развиваются общественные течения, апеллирующие к кельтскому прошлому и призывающие к возвращению к «друидическим религиям» дохристианской Европы. Французские и немецкие «новые правые» по большей части разделяют общую идею общеевропейского единства, основанного на «арийской» идентичности и стремлении расстаться с христианством, период господства которого рассматривается как двухтысячелетнее «блуждание во мраке».
Славянское неоязычество (родноверие) имеет тесную связь с нацизмом, воспроизводя основные его идеи: «арийская» идея, включая идею северной прародины (в родноверии — на Русском Севере, Северном Урале или за полярным кругом); связь своего народа с «арийцами» («ариями») или полное отождествление с ними (в родноверии — «арии», «славяно-арии» и др.); древность своего народа и его расовое или культурное превосходство над другими; свой народ (или отождествляемые с ним древние «арии») рассматривается как культуртрегеры, распространители высокой культуры и основатели великих цивилизаций древности (в родноверии — славянская или «славяно-арийская» «ведическая» технологичная працивилизация, «научившая» всему остальные народы), создатели древнейшей письменности (в родноверии — славянские руны, «буквица» и др.); «арийский» праязык (в родноверии — «славяно-арийский» или древнеславянский), от которого произошли все или многие другие языки мира; опора на эзотерику; ориентация на веру предков (отсюда собственно и язычество); антихристианство (идея, что христиане стремятся поработить народ) и антисемитизм (евреи как «расовые враги»); «арийский» социализм (составная часть идеологии национал-социализма) как наиболее естественный для своего народа (в родноверии — «исконный родовой строй» славян, который мыслится как своего рода «арийский» социализм); символика и жесты, близкие или производные от нацистских и др.
Одной из основных отправных точек формирования славянского неоязычества стал поиск обоснования национальной идеи. Отсюда следует повышенный интерес к истокам национального самосознания и национального типа религиозности. В постсоветский период в условиях утраты великой «империи» (СССР), потери земель, влияния и в поисках внутренних и внешних врагов, неоязычество получило распространение в среде националистических идеологов, так же, как в Германии 1930-х годов. В родноверии единство русского народа проходило новою ремифологизацию с обращением за поддержкой к идеям «золотого века», исконной неопороченной Традиции, родной земли.
Историк Д. В. Шляпентох писал, что, как и в Европе, в России неоязычество толкает некоторых своих приверженцев к антисемитизму. Этот антисемитизм тесно связан с негативным отношением к выходцам из Азии, и данный акцент на расовом факторе может приводить неоязычников к неонацизму. Склонность неоязчников к антисемитизму представляет собой логическое развитие идей неоязычества и подражание нацистам, а также является следствием ряда специфических условий современной российской политики. В отличие от предшествовавших режимов современный российский политический режим, а также идеология среднего класса сочетают поддержку православия с филосемитизмом и позитивным отношением к мусульманам. Эти особенности режима способствовали формированию специфических взглядов неонацистов-неоязычников, которые представленны в значительной мере в среде социально незащищённой и маргинализированной русской молодёжи. По их мнению, власть в России узурпировала клика заговорщиков, включающих иерархов православной церкви, евреев и мусульман. Вопреки внешним разногласиям, считается, что эти силы объединились в своём стремлении удержать власть над русскими «арийцами».
Некоторые объединения неоязычества, в частности славянского, оцениваются исследователями как экстремистские радикально-националистические. В России на основании судебных решений ряд неоязыческих организаций был включён в Список экстремистских организаций Министерства юстиции России, и их деятельность запрещена; ряд неоязыческих сочинения включена Федеральный список экстремистских материалов, их распространение запрещено.
Историк и этнолог В. А. Шнирельман рассматривает русское неоязычество как направление русского национализма, отрицающие русское православие как непреходящую национальную ценность, и выделяет две кардинальные задачи, которые ставит перед собой русское неоязычество: спасение русской национальной культуры от нивелирующего влияния модернизации и защиту природной среды от воздействия современной цивилизации. По мнению Шнирельмана, «русское неоязычество является радикальной разновидностью консервативной идеологии, отличающейся откровенным антиинтеллектуализмом и популизмом».
Религиовед A. B. Гайдуков считает ошибочным сведение всего разнообразия родноверческих групп лишь к национализму. Не менее значимым является и экологическое направление родноверия. Историк и религиовед Р. В. Шиженский считает, что родноверие не представляет опасности, а радикальными группами должны заниматься правоохранительные органы.
Австрийский оккультист Гвидо фон Лист, создавший учение ариософии, утверждал, что существовала древняя развитая «ариогерманская» культура, достигшая своего рассвета за несколько тысячелетий до римской колонизации и христианства. По его словам, до насильственного внедрения христианства Карлом Великим на будущей Дунайской территории Германии практиковался вотанизм. Карла Великого Лист считал убийцей саксонцев в память о кровавом крещении им язычников Северной Германии. Лист рассматривал весь христианский период как эпоху упадка культуры, забвения истинной веры и противоестественного расового смешения, когда «арийская» правящая каста королей-священников вынуждена была скрываться, в тайне сберегая свои сакральные знания, которые теперь стали доступны Листу как полноправному аристократическому потомку этой касты.
В славянском неоязычестве присутствует идея древнейшей многотысячелетней и развитой цивилизации «славян-ариев», тогда как весь христианский период представляется эпохой регресса и упадка, порабощения «ариев» пришлыми миссионерами, навязавшими им «рабскую» (христианскую) идеологию. Эти миссионеры родноверами часто рассматриваются как иудеи, «жидомасоны» или их пособники. В то же время славянским «арийским» волхвам или жрецам пришлось прятаться в секретных местах, сохраняя тайные знания, которые ныне были переданы их прямым потомкам-родноверам. Популярна идея о еврейско-хазарском происхождении князя Владимира Святославича, из-за которого он и ввёл христианство, орудие порабощения «арийцев» евреями, и устроил геноцид славян-язычников. Р. В. Шиженский выделяет неоязыческий миф о Владимире и характеризует его как один из наиболее «одиозных» неоязыческих исторических мифов и один из основных по мировоззренческой значимости русских неоязыческих мифов. Автором данного мифа является один из основателей русского неоязычества Валерий Емельянов, который изложил его в своей книге «Десионизация» (1970-е годы). Шиженский отмечает, что неоязыческий миф о Владимире противоречит научным работам по данному вопросу и совокупности исторических источников.
Русское неоязычество повторило путь австрийских ариософов и германских неоязычников, которые также формировали новые мифологические клише в первые десятилетия XX века и создали символику и ритуалы, позднее воспринятые нацистами. Русская неоязыческая публицистическая и художественная литература постепенно осуществляла «реабилитацию» свастики в общественном сознании. Направленное на поиски «исконной русской веры», русское неоязычество создало ряд мифологических клише, к которым принадлежит, в частности, «Правь». Русские неоязычники утверждают, что они являются «истинно православными», поскольку «славят Правь» — светлый мир языческих богов.
Касаясь тенденции сближения неоязыческих объединений из разных стран, А. А. Бесков отмечает, что неоязыческий национализм не является преградой для «неоязыческого интернационализма», а антиглобализм, одним из проявлений которого стала популярность этнических религий, сам получает глобальный характер.

## Направления

### Неодруидизм

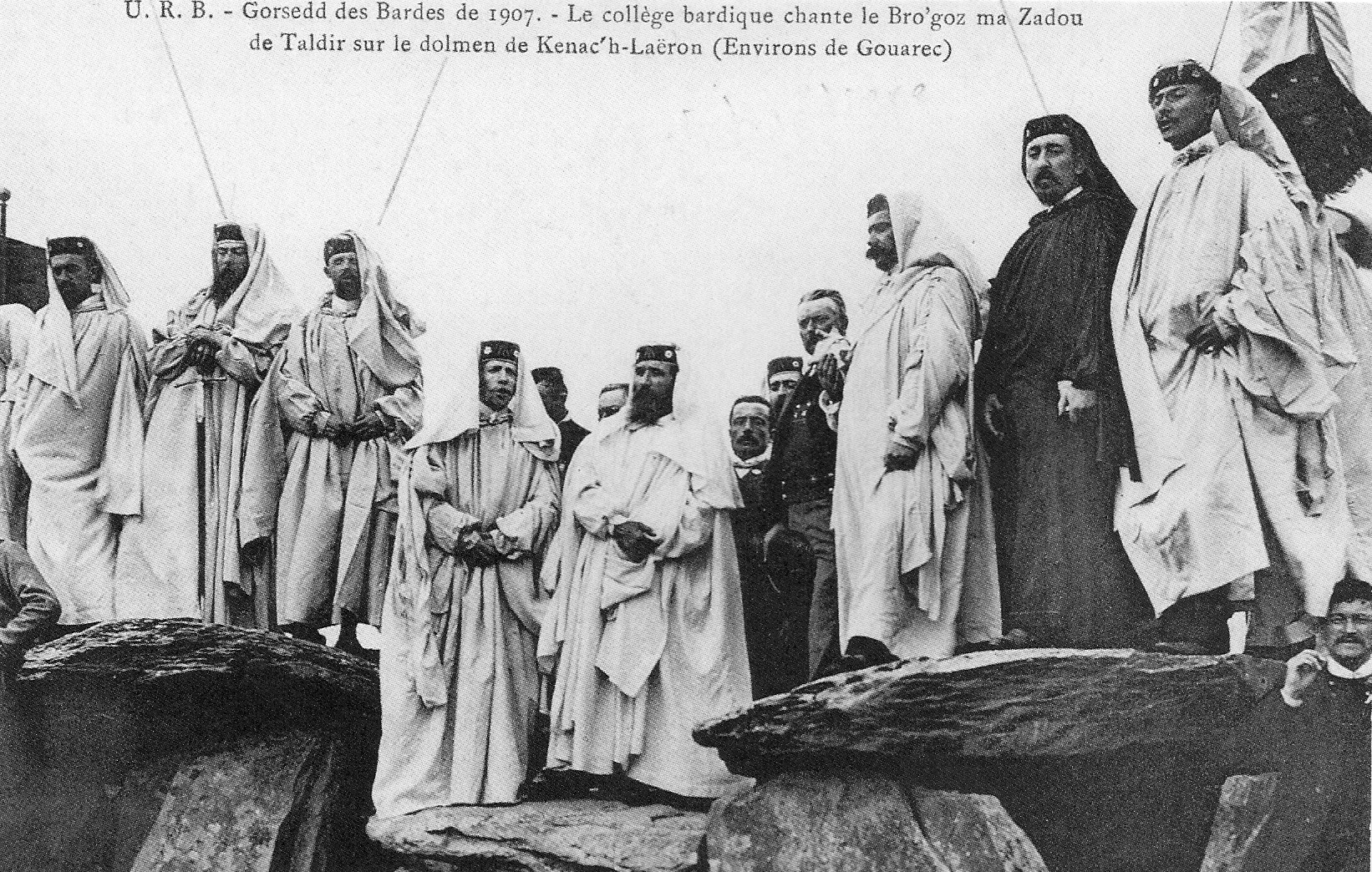
, (собрание бардов) Бретани

Неодруидизм, или современный друидизм (англ. Druidry, реже Druidism) описывается как современное духовное или религиозное движение, направленное на уважительное отношение к физическому ландшафту, флоре, фауне и народами мира, а также к природным божествам и духами природы и места. Теологические представления современных друидов разнообразны, но все они почитают божественную сущность природы.
Относится к эклектическому неоязычеству в рамках деления неоязыческих движений на эклектизм и реконструкционизм.
Хотя в практике современного друидизма существуют значительные региональные и групповые различия, друидов по всему миру объединяет основной набор общих духовных и религиозных практик: медитация, молитва/общение с божествами и духами, представления об экстрасенсорных методах познания, обращение к природной духовности для построения религиозных практик и ритуалов, регулярная практика связи с природой и деятельность по защите окружающей среды.
Ранний неодруидизм возник в Британии в XVIII веке в рамках романтизма, прославлявшего древние кельтские народы железного века, ранние неодруиды стремились подражать жрецам железного века — друидам. В то время об этих древних жрецах было известно мало точной информации, поэтому неодруидизм не имеет с ними прямой связи, несмотря на противоположные заявления некоторых неодруидов.
В конце XVIII века неодруиды создали организации в форме братств по образцу масонства, которые использовали романтический образ британских друидов и бардов как символа коренной духовности доисторической Британии. Некоторые из этих групп были чисто братскими и культурными, например, старейший из сохранившихся, Древний орден друидов, основанный в 1781 году, который сформулировал свои традиции из национального воображения Британии. Другие группы в начале XX века слились с современными движениями, такими как движение за физическую культуру и натуризм. С 1980-х годов некоторые группы неодруидов приняли методологию, аналогичную методологии кельтского реконструкционизма, в попытке создать более исторически точные практики. Однако до сих пор ведутся споры, насколько современный друидизм сходен с традициями друидов железного века.

### Германское неоязычество
Германское неоязычество, также называемое «язычество» (Heathenry, Heathenism), современное германское язычество представляет собой неоязыческое религиозное движение, аппелирующее к дохристианским верованиям германских народов. Религиоведы классифицируют его как новое религиозное движение. Разработана в Европе в начале XX века. Практикующие моделируют религию на основе дохристианских религий, которых придерживались германские народы железного века и раннего Средневековья . Пытаясь реконструировать эти системы верований прошлого, язычество использует в качестве основы сохранившиеся исторические, археологические и фольклорные свидетельства, хотя подходы к этому материалу значительно различаются.

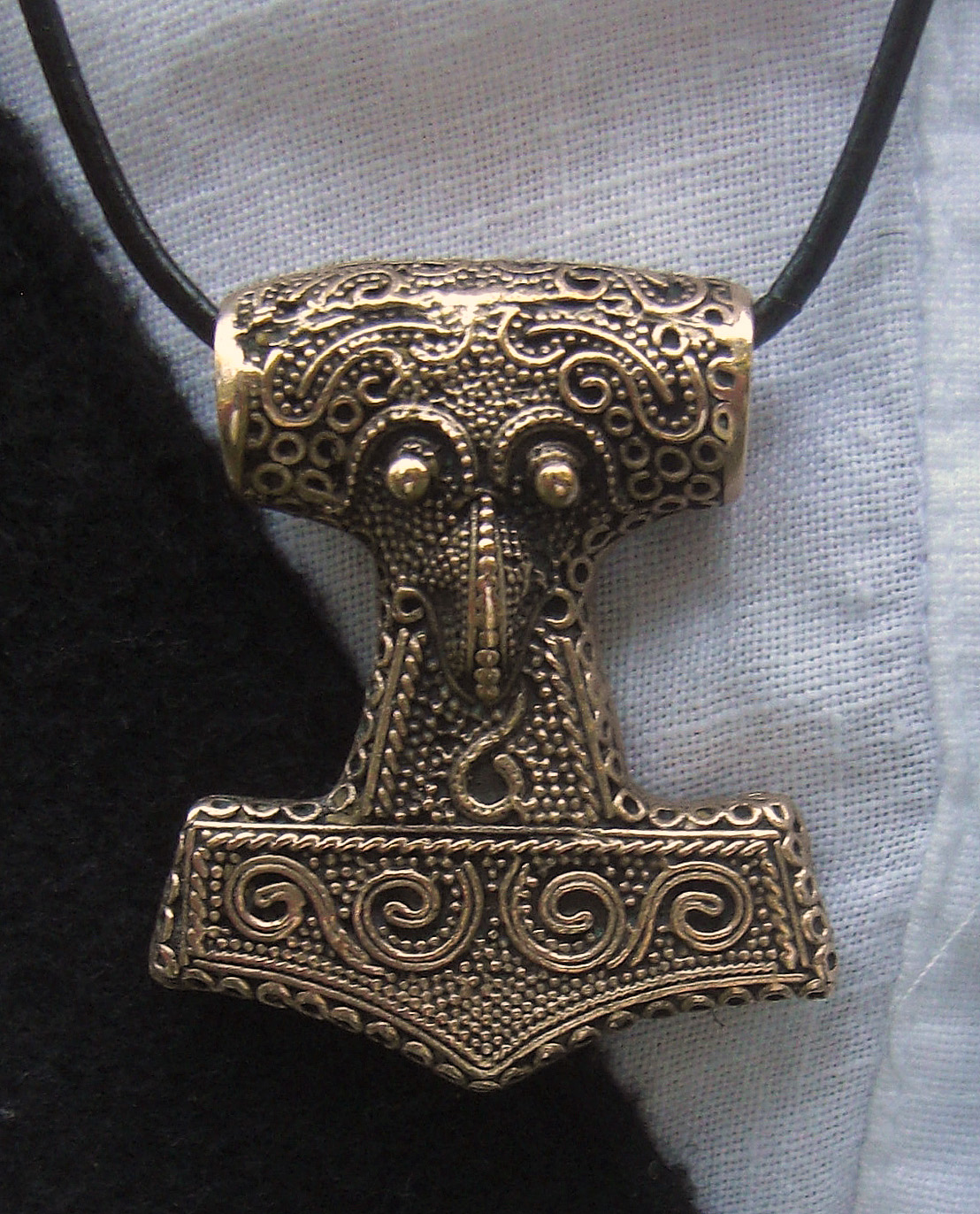
Современная копия кулона эпохи викингов, изображающего Мьёльнир, молот бога Тора. Такие подвески часто носят германские неоязычники

Германское неоязычество не имеет единой теологии, но оно типично политеистическое, основанное на пантеоне божеств дохристианской германской Европы и перенимает космологические взгляды этих обществ прошлого, в том числе анимистический взгляд на космос, в котором мир природы пронизан духами. Божества и духи почитаются через жертвоприношения, известные как блот, во время которых им предлагается еда и возлияния. Они часто сопровождаются пиром (symbel), актом церемониального питья с богами алкогольного напитка. Некоторые практикующие также участвуют в ритуалах, призванных вызвать изменённое состояние сознания и видения, в первую очередь seiðr и galdr, с намерением получить мудрость и совет от божеств . Многие практикующие одиночки следуют религии сами по себе. Другие язычники собираются небольшими группами, обычно известными как сородичи (kindreds) или очаги (hearths), для совершения своих обрядов на открытом воздухе или в специально построенных зданиях. Языческие этические системы делают упор на честь, личную неприкосновенность и лояльность, в то время как представления о загробной жизни различаются и на них редко акцентируется внимание.
Истоки германского неоязычества лежат в романтизме XIX и начала XX веков, который прославлял дохристианские культуры германской Европы. Группы движения фёлькише, почитавшие древнегерманские божества, появились в Германии и Австрии в 1900-х и 1910-х годах; после поражения нацистской Германии во Второй мировой войне эти группы по большей части распались. В 1970-х годах в Европе и Северной Америке образовались новые неоязыческие группы, превратившиеся в формализованные организации. Главным критерием разделения внутри данного неоязыческого движения стал вопрос расы. Старшие группы заняли расиалистскую позицию, в сообществе часто называемую «фёлькише», рассматривая германское язычество как этническую или расовую религию, неотъемлемо связанную с «германской расой». Они считают, что эта религия должна исповедоваться только белыми людьми, особенно североевропейского происхождения, и часто сочетают религию с крайне правыми взглядами и идеями превосходства «белой расы». В то же время большая часть германских неоязычников придерживается «универсалистской» точки зрения, считая, что религия открыта для всех, независимо от этнического или расового происхождения.
Хотя термин Heathenry широко используется для описания религии в целом, многие группы предпочитают разные обозначения в зависимости от их региональной направленности и идеологических предпочтений. Неоязычники, сосредоточенные на скандинавских источниках, могут использовать термины Ásatrú, Vanatru или Forn Sed; практикующие, ориентирующиеся на англосаксонские традиции, используют названия Fyrnsidu или Theodism; те, кто подчеркивает немецкие традиции, называют свою религию Irminism; неоязычники, которые придерживаются направления фёлькише и крайне правых взглядов, склонны отдавать предпочтение терминам Odinism, Wotanism, Wodenism или Odalism. По оценкам исследователей число германских неоязычников во всем мире составляет не более 20 000 человек, при этом сообщества практикующих действуют во многих странах в Европе, Америке и Австралазии.

### Славянское неоязычество

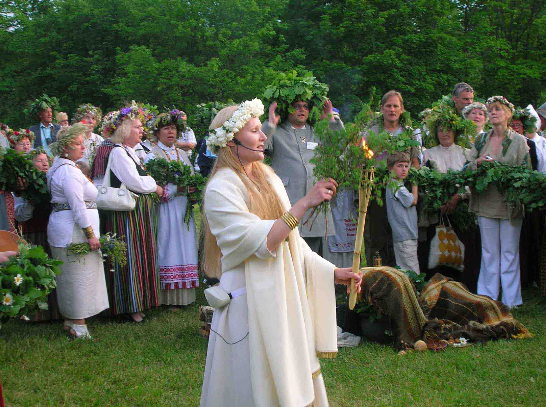
Обряд польских родноверов

Как движение славянское неоязычество (родноверие) начало оформляться в Польше среди поляков и украинцев в 1920—1930-х годах. В 1921 году Владислав Колодзей создал «Святой круг последователей Святовита» (пол. Koło Czcicieli Światowida); его идеологию продолжает Родная польская церковь (пол. Rodzimy Kościół Polski), зарегистрированная в 1995 году). В 1937 году Ян Стахнюк (псевдоним — Стоигнев), автор книги «Славянский миф», организовал вокруг варшавского журнала «Община» (Zadruga) одноимённое движение (в 1996 году Станислав Потшебовский и некоторые другие члены бывшей «Задруги» учредили организацию «Родная вера» (пол. Rodzima Wiara). В стороне от каких-либо движений находился польский военный лётчик Здислав Харлендер, автор книги «Поклоняющиеся Дажбогу Сварожичу» (1937). После окончания войны и установления в Польше сталинского режима Стахнюк и Колодзей были арестованы, что помешало созданию родноверческого сообщества. Первым идеологом украинского родноверия в 1930-е годы стал санскритолог профессор Владимир Шаян, сотрудничавший с УПА, в составе которой в 1936 году была сформирована повстанческая группа имени Перуна, в 1943 году Шаян основывает «Орден рыцарей Бога Солнца». Проникнут неоязычеством был и издававшийся во Львове в 1931—1935 годах украинский литературный журнал «Дажбог» (Богдан-Игорь Антонич и другие).
В середине XX века среди белоэмигрантов появились авторы, выступающие с апологией неоязычества. К их числу принадлежали военный офицер Александр Куренков (псевдоним — Ал. Кур, 1891—1971) и писатель Юрий Миролюбов (1892—1970), впервые опубликовавшие в 1953—1957 годах в журнале «Жар-птица» (Сан-Франциско) ставшую впоследствии «Библией» неоязычников «Велесову книгу». Близок к ним был и учёный-биолог Сергей Лесной (настоящее имя — С. Я. Парамонов, 1894—1967).
Современное русское неоязычество складывается во второй половине или конце 1970-х годов и связано с деятельностью московского арабиста Валерия Емельянова (языческое имя — Велемир, автор книги «Десионизация») и бывшего диссидента и неонацистского активиста Алексей Добровольского (языческое имя — Доброслав). К лидерам «нынешнего оформленного языческого движения» принадлежат Н. Н. Сперанский (Велимир), Анатолий Рядинский (Берендей), Г. П. Якутовский (Всеслав Святозар).
Славянское неоязычество (родноверие) в ряду других европейских неоязыческих религий является типичным, однако отличается высокой ролью в его учениях поддельных текстов и сильным влиянием мифологических конструкций академика Б. А. Рыбакова.
Несколько инглиистских и других неоязыческих организаций были признаны экстремистскими в России, их деятельность на территории Российской Федерации запрещена.

### Тенгрианство

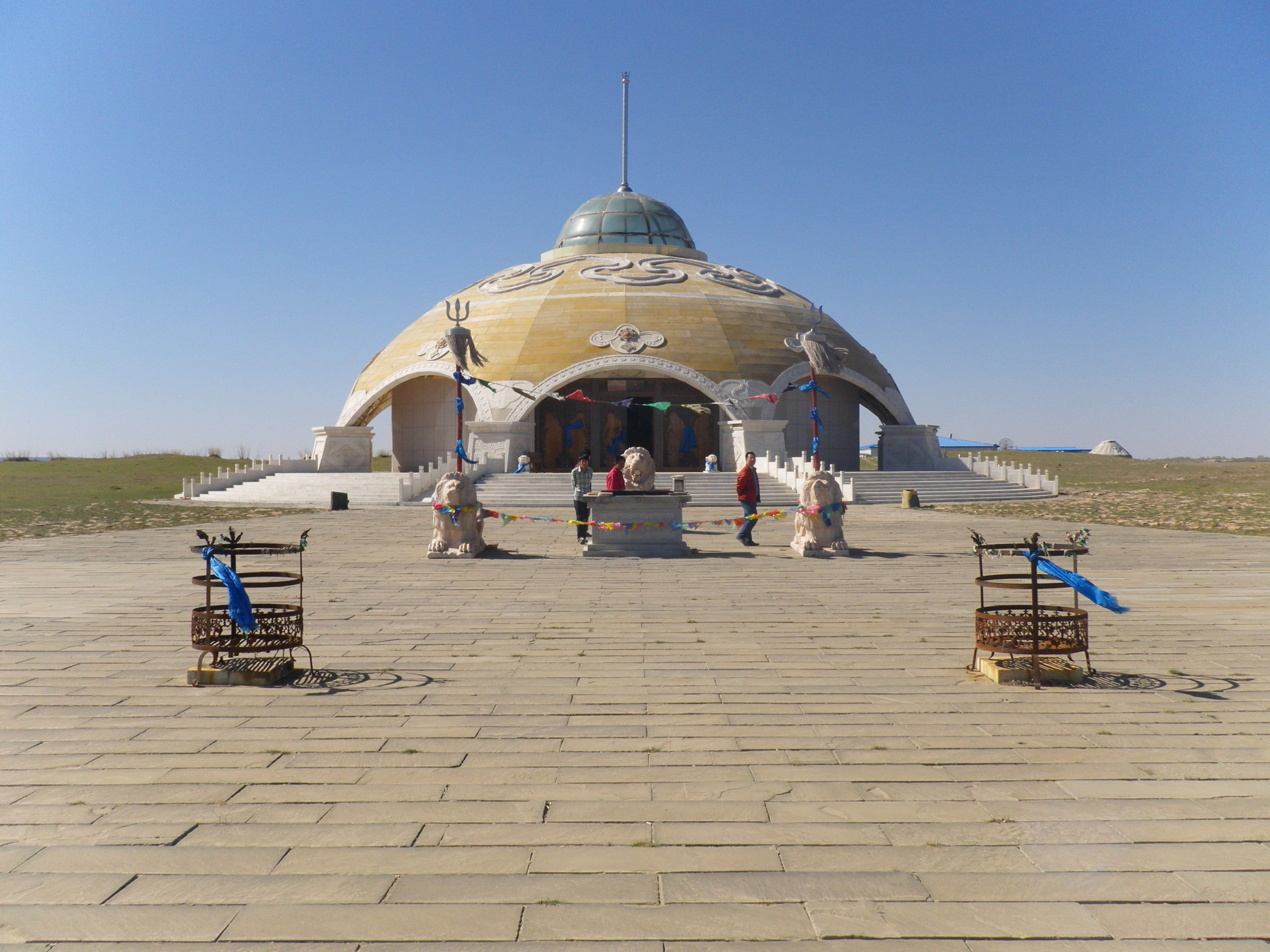
Тенгрианский храм в Ордосе (Внутренняя Монголия, Китай)

Тенгриа́нство, или тенгри́зм представляет собой одно из представлений о средневековой этнической религии тюрко-монгольских кочевников евразийских степей и Центральной Азии и испытавших их влияние народов, в которой, особенно на уровне государственного культа, высшим считался Тенгри — обожествлённое небо; а также одного из направлений в неоязычестве.
С 1990-х годах среди населения Средней Азии, Южной Сибири, Поволжья и других регионов распространяется «кабинетное» тенгрианство в виде неоязыческого культа.
Наиболее известными современными идеологами и теоретиками тенгрианства являются Мурад Аджи (1944—2018), Сабетказы Акатай (1938—2003), Арон Атабек, Нурмагамбед Аюпов (1955—2010), Рафаэль Безертинов, Шагдарын Бира, Фирдус Девбаш, Иосиф Дмитриев (Трер) (1947—2018), Монгуш Кенин-Лопсан, Ауэзхан Кодар (1958—2016), Чоюн Омуралиев, Дастан Сарыгулов и Олжас Сулейменов.

### Финно-угорское неоязычество
Возникновение и развитие неоязычества финно-угорских народов связано с их этнонациональным и культурным возрождением. Неоязыческие движения в Финляндии и Эстонии возникли с начала XX века. В России — в 1980-х — 1990-х годах, после распада Советского Союза.
Среди финно-угорских народов Приволжского федерального округа России (финно-угры Поволжья и удмурты) историк В. А. Шнирельман выделяет две взаимосвязанные модели развития неоязычества: возрождение аутентичных ритуалов и культовых церемоний в сельской местности и развитие систематизированных доктрин среди городской интеллигенции, отвергающей русское православие как иностранную религию.

### Балтийское неоязычество

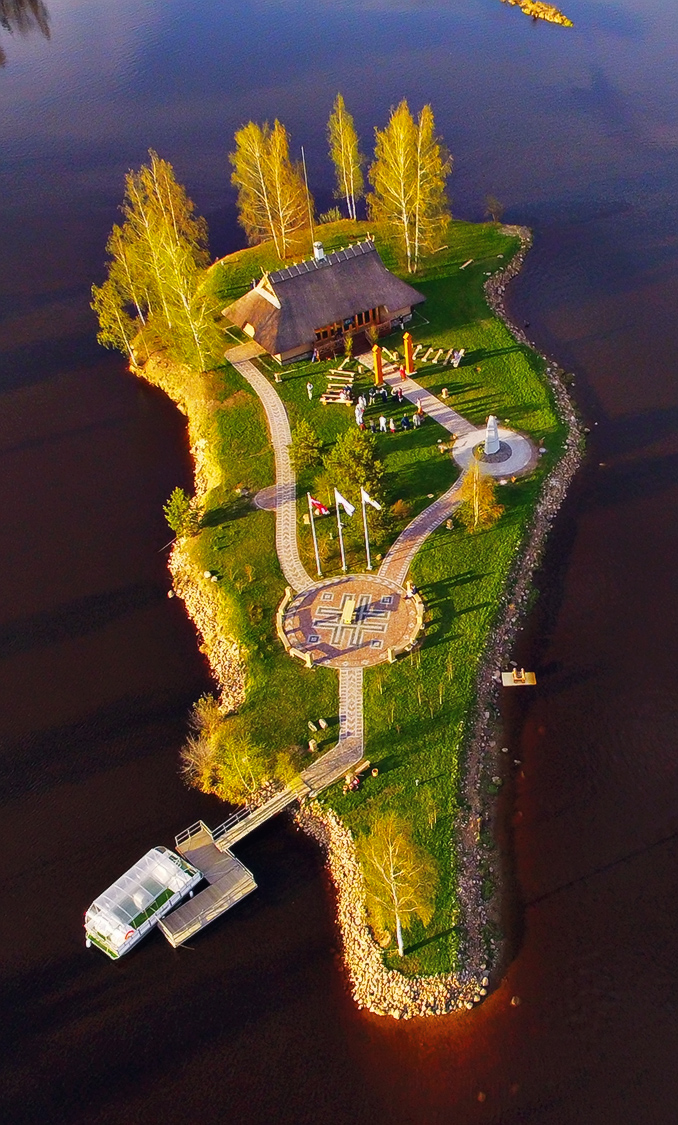
(Плявинский край, Латвия)

Балтийское неоязычество представлено рядом движений среди балтийских народов (в первую очередь литовцев — Ромува и латышей — Диевтуриба), которые ставят цель возрождения коренной религии балтов.
Истоки движений уходят в XIX век. В Советском Союзе они были подавлены, но после его распада начали развиваться и приобретать всё большую известность как у себя на родине, так и среди прибалтийских экспатриантов, тесно связанных с экологистами. Одним из первых идеологов возрождения был прусско-литовский поэт и философ Видунас.

### Движение Богини

Одна из версий спирального символа Богини

Движение Богини включает духовные верования или практики, в основном неоязыческие, возникшие преимущественно в Северной Америке, Западной Европе, Австралии и Новой Зеландии в 1970-х годах. Движение сформировалось в качестве реакции на осмысление преобладающей организованной религии как связанной с мужским доминированием.
Движение Богини представляет собой широко распространённое, нецентрализованное направление в неоязычестве, не имеющее унифицированных принципов веры. Практики сильно различаются от имён и количества богинь, которым поклоняются, до конкретных ритуалов и обрядов, используемых для этого. В некоторых направлениях, таких как дианическая викка, почитаются исключительно женские божества, в других также мужские. Системы верований варьируются от монотеистических до политеистических и пантеистических, имеют ряд теологических различий, подобно более широкому неоязыческому сообществу. Распространённые плюралистические представления самоидентифицирующий себя последователь может поклоняться любым богиням любой культуры. Основываясь на его характеристиках, движение Богини также рассматривают как форму культурной религиозности, которая становится всё более многообразной, географически распространённой, эклектичной и динамичной в процессе.
С подъёмом феминизма первой волны различные авторы движения Богини изображали древних индоевропейцев как «патриархальных, воинственных захватчиков, разрушивших утопический доисторический мир женской гармонии и красоты», например, в книгах «Чаша и клинок» (1987) американского антрополога Риан Айслер и «Цивилизация Богини» (1991) американского археолога Марии Гимбутас.

### ЛГБТ-неоязычество

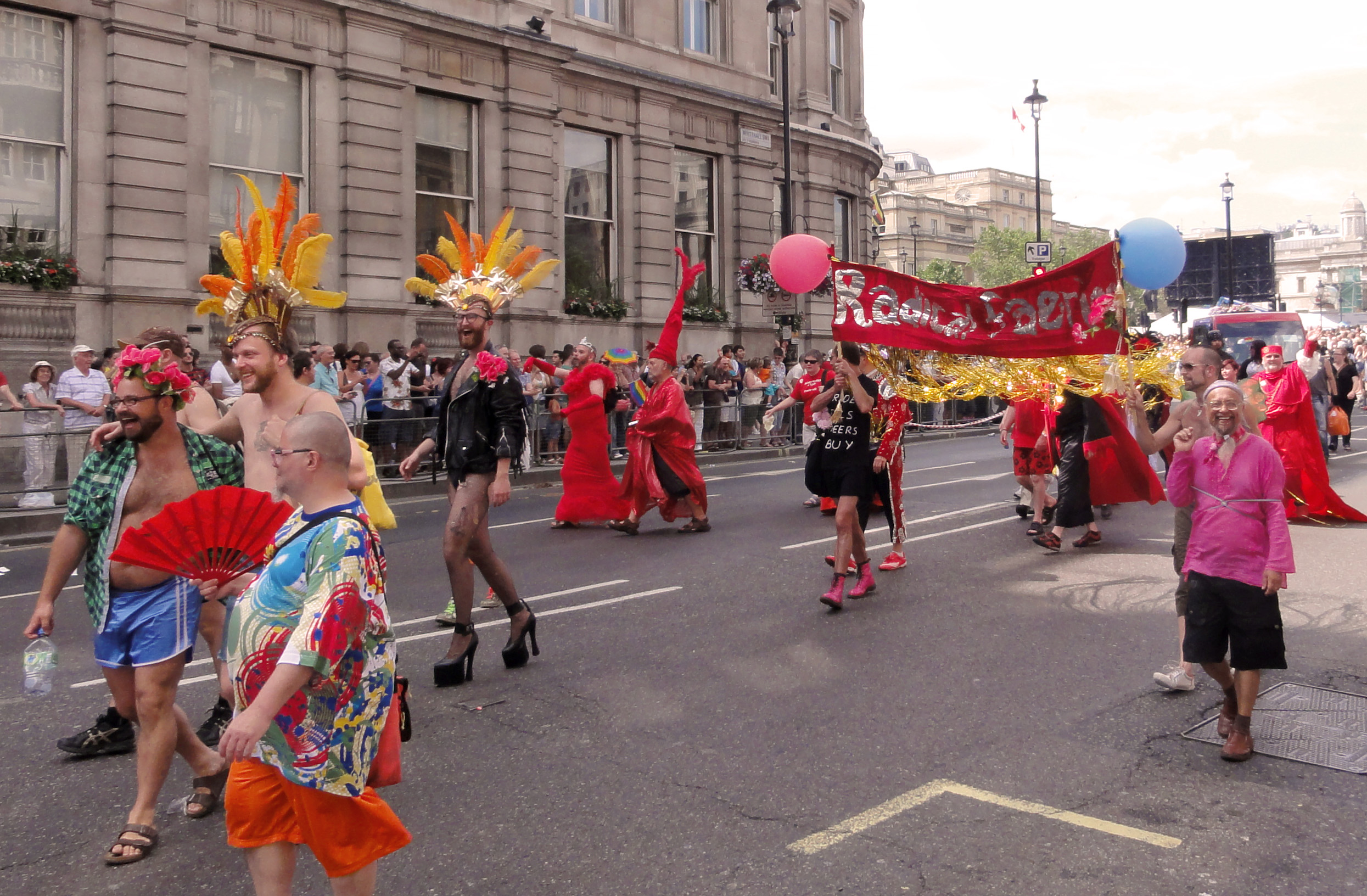
Радикальные феи с баннером на гей-прайде в Лондоне в 2010 году

Западное ЛГБТ-сообщество, часто дискриминируемое и/или открыто отвергаемое господствующими авраамическими религиями, часто стремилось к духовному признанию и объединению в рамках неоязыческой религиозной/духовной практики. Религиовед, специализирующийся на неоязычестве, Кристин Хофф Кремер писала: «Язычники, как правило, относительно терпимы к однополым отношениям, БДСМ, полиамории, трансгендерность и другим выражениям гендера и сексуальности, которые маргинализируются господствующим социальным большинством». Однако возникает конфликт, поскольку ряд неоязыческие системы верований и идеологии исходят из представлений о бинарной гендерной системы, гетеросексуальности, влекущее за собой воспроизводство, и/или гендерном эссенциализме.
В ответ на это возникли группы и движения, включающие представителей ЛГБТ-движения или специально созданные для них. В 1980-х и 1990-х годах теолог Джон Саломонсен отмечал, неоязыческое движение восстановления в Сан-Франциско включало большое количество представителей ЛГБТ-движения, особенно бисексуалов. Марго Адлер отметила группы, ориентированы на мужскую гомосексуальность, такие как «Минойское братство» Эдди Бучински, викканская группа, сочетающая иконографию древней минойской религии с викканской теологией и акцентом на мужскую гомосексуальность, и эклектическую неоязыческую группу радикальные феи. В ответ на вопрос Адлер одного из представителей движения, что неоязыческое сообщество предлагает членам ЛГБТ-сообщества, он ответил: «Пространство, к которому можно принадлежать. Принятие. И способ общаться со всеми типами людей — геями, бисексуалами, гетеросексуалами, безбрачными, трансгендерами — что трудно осуществить в обществе в целом».
Присутствие и приемлемость трансгендеров вызывает особые споры во многих неоязыческих группах. Одной из самых известных из них является дианическая викка. Этот радикальный феминистский вариант викки, предназначенный только для женщин, допускает цисгендерных лесбиянок, но не трансгендерных женщин. Это связано с тем, что участники движения являются сторонниками гендерного эссенциализма. По словам основателя Жужанны Будапешт, «иногда в вашей жизни должны быть матка, яичники и [менструация], а не смерть». Это убеждение и способ его выражения часто осуждаются как трансфобия и TERF.
Транс-исключение также присутствует в александрийской викке, основатель которой рассматривает трансгендеров как меланхоличных людей, которым следует искать другие группы из-за акцента александрийской викки на гетеросексуальном воспроизводстве и гендерной бинарности.

### Другие
К движением неоязыческого направления принадлежат также викка, армянское неоязычество, эллинизм, Церковь народа гуанчи. С некоторой натяжкой сюда может быть отнесён и алтайский бурханизм.

## Связи между движениями
Налажены активные контакты между неоязыческими общинами России, Украины, Прибалтики, Польши, Западной Европы. Российские неоязычники приглашают неоязычников из других стран на большие праздники, которые проводятся в течение нескольких дней за городом.
Действуют международные организации, объединяющие представителей различных «этнических религий» (неоязыческих движений). В 1997 году в Литве состоялся конгресс этнических религий. Если ранее контакты носили преимущественно эпизодический характер, то в 1997 году возникает налаженное сотрудничество. Преимущественно это заметно в действиях неоязыческих общин из славянских стран. В 2000 году во Всемирный конгресс этнических религий входил ряд общин из России, в том числе ССО СРВ. В России имеют место контакты с неславянским неоязыческими движениями в Марий-Эл, Удмуртии и др.
Европейский конгресс этнических религий (ECER) (первоначальное наименование «Всемирный конгресс этнических религий») был основан в июне 1998 года в Литве, по инициативе делегатов из 16 разных стран (Европы, Азии и Америки). В этом же году данная организация выпустила свою Декларацию, призывающую к миру и религиозной терпимости.
Предпринимаются попытки превратить родноверческое движение в наднациональную религию. Так, с 2003 года относительно регулярно проводится «Родовое славянское вече», на котором встречаются значимые представители неоязыческих объединений России, Украины, Беларуси, Польши, Сербии и других стран.

## Оценки
В энциклике папы Римского Пия XI «Mit brennender Sorge», изданной в 1937 году (в которой указано на нарушение нацистами условий конкордата с Ватиканом, и содержится критика различных аспектов нацистской идеологии), говорится:

…только поверхностные умы могут говорить о национальном боге, о национальной религии… которая существует в границах одного народа, в тесноте единства крови одной-единственной расы. Это есть новое агрессивное язычество.
В 1947 году евангелический пастор В. Кюннерт отождествлял нацистскую идеологию с «паганизированным христианством» и называл Гитлера Антихристом.
Неоязычники неоднократно критиковались за псевдоисторическую и псевдолингвистическую деятельность, пропаганду псевдонауки (см. например, «Велесова книга»).
Ряд исследователей, например, О. В. Кутарев, считает, что «старое язычество в своей полноте в Европе по сути неизвестно… (кроме верований марийцев и удмуртов)», а «восстановление „чистого“ язычества как оно было в древности — невозможно».
По мнению А. А. Бескова, в условиях религиозной разобщённости современных славянских народов, славянское неоязычество, апеллирующее к предполагаемому в прошлом культурному и языковому единству, теоретически обладает большим потенциалом для сближения их друг с другом, чем любая другая религия.